# Ilon Adlercreutz
Ilon Adlercreutz är en finländsk musiker och låtskrivare känd under artistnamnet ILON.
Ilon Adlercreutz är dotter till politikern Anders Adlercreutz och växte upp i Jorvas i Kyrkslätt.
Adlercreutz upptäcktes på Youtube 2019 av A&R-mannen Fredi Lundén och skrev skivbolagskontrakt samma år. Debutsingeln "selfish love" släpptes i september 2020. Hon utsågs till Finlands andra största framtidslöfte av radiokanalen YleX.
Adlercreutz är en av Vegas sommarpratare 2024.